# Delbrück-Hochhaus
Das Delbrück-Hochhaus, auch Delbrück Tower, ist ein 65,4 m hohes Gebäude mit 18 Etagen in Berlin. Das von Hans Kollhoff aus dem Büro Kollhoff und Timmermann Architekten entworfene Gebäude wurde 2003 nach dreijähriger Bauzeit fertiggestellt.

## Geschichte
Das Delbrück-Hochhaus wurde in den späten 1990er Jahren geplant und sollte bei Fertigstellung der Delbrück Bank dienen. Allerdings wurde kurz nach Eröffnung bereits ein Nachmieter für die Alteigentümer der Bank gesucht. Der Tower liegt am hinteren Ende des in den 1990er Jahren neu aufgebauten Stadtviertels. Es ist Teil des Bauensembles auf dem Lenné-Dreieck. Das Hochhaus wurde teilweise auf dem neugebauten Tunnel Nord-Süd-Fernbahn  errichtet und teilweise auf Bohrpfählen gegründet. Die Architektonik wurde dem Neubau des Beisheim-Centers angepasst und bildet zusammen mit dem 70 Meter hohen The Ritz-Carlton Berlin die Front des Ensembles.

## Nutzung
Die ersten beiden Etagen des Hochhauses werden von gastronomischen Einrichtungen genutzt. Die Etagen darüber werden als Büros von Rechtsanwaltskanzleien genutzt. Die beiden Untergeschosse werden als Garagen und Abstellräume genutzt. Ganz oben befindet sich eine begrünte Dachterrasse, die den oberen Büros zugeordnet ist.